# Certara
Certara es una comuna suiza del cantón del Tesino, situada en el distrito de Lugano, círculo de Sonvico. Limita al norte y noreste con la comuna de Bogno, al sureste con Val Rezzo (IT-CO), al sur y suroeste con Cimadera, y al oeste con Valcolla. Fundada por la familia Borelli.

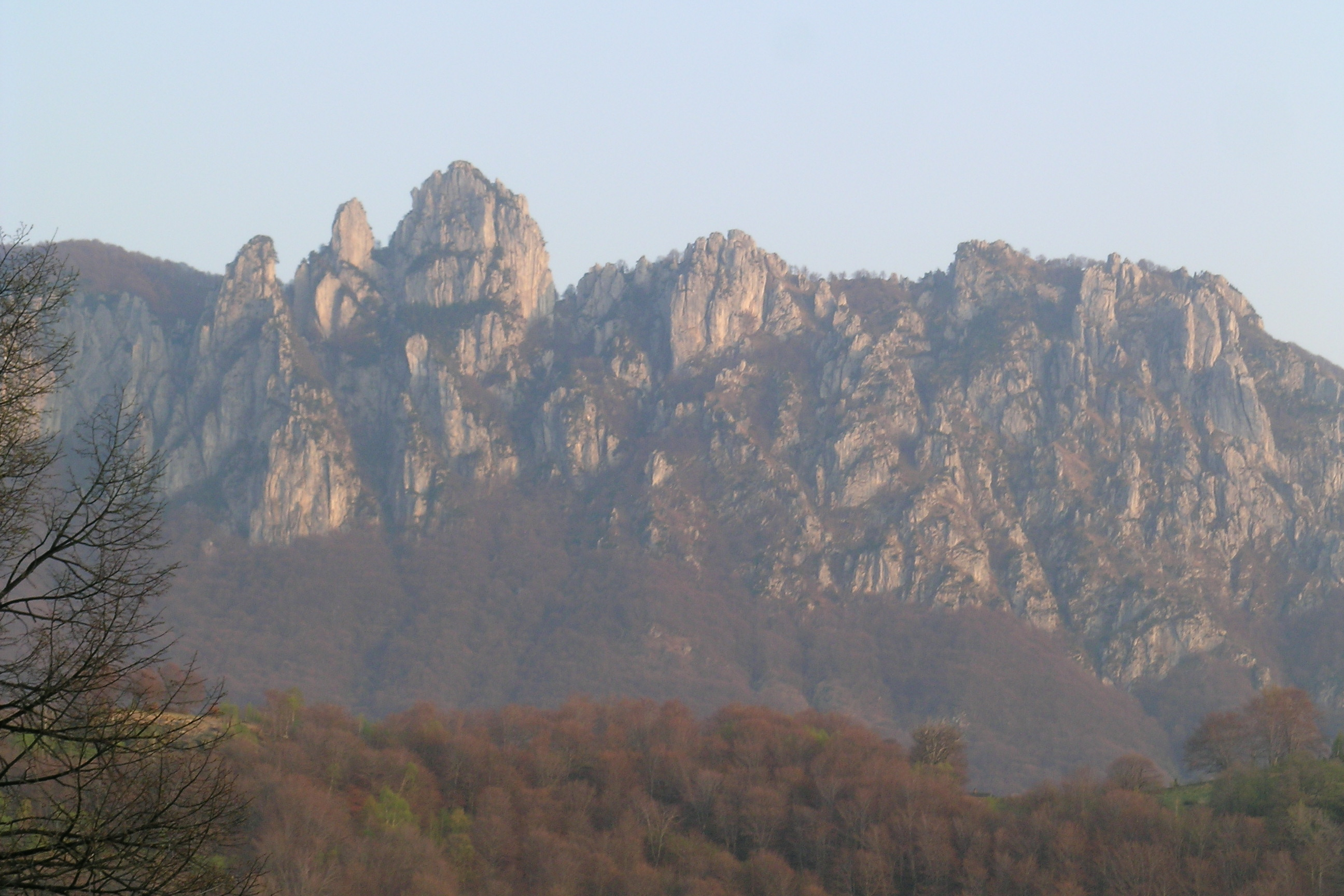
Vista del paisaje de Certara.